# Spherillo punctatus
Spherillo punctatus är en kräftdjursart som beskrevs av Nunomura2007. Spherillo punctatus ingår i släktet Spherillo och familjen Armadillidae. Inga underarter finns listade i Catalogue of Life.